# 618 Elfriede
618 Elfriede је астероид главног астероидног појаса са пречником од приближно 120,29 .
Афел астероида је на удаљености од 3,427 астрономских јединица (АЈ) од Сунца, а перихел на 2,947 АЈ.
Ексцентрицитет орбите износи 0,075, инклинација (нагиб) орбите у односу на раван еклиптике 17,042 степени, а орбитални период износи 2078,438 дана (5,690 година).
Апсолутна магнитуда астероида је 8,26 а геометријски албедо 0,060.
Астероид је откривен 17. октобра 1906. године.